# Brachyrhopala atra
Brachyrhopala atra är en tvåvingeart som beskrevs av Clements 2000. Brachyrhopala atra ingår i släktet Brachyrhopala och familjen rovflugor. Inga underarter finns listade i Catalogue of Life.